# Flugabwehr

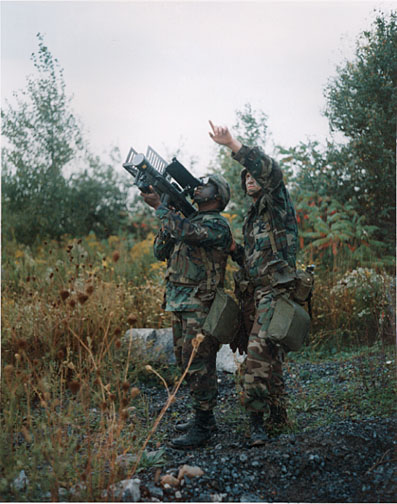
US-Soldaten beim Start einer FIM-92 Stinger

Unter Flugabwehr (abgekürzt Flab) oder Fliegerabwehr, auch Luftverteidigung, (englisch air defence, im Marine-Kontext anti-air warfare) versteht man militärische Maßnahmen zur Verteidigung des eigenen Luftraums gegen das Eindringen feindlicher Flugzeuge und anderer Flugkörper (Marschflugkörper, Drohnen, ballistische Raketen).
Der Begriff Fliegerabwehr aller Truppen (zu Lande) bezeichnet im Sprachgebrauch der deutschen Bundeswehr die Bekämpfung von Luftzielen zur Selbstverteidigung durch alle Truppen, die nicht auf diesen Einsatzzweck spezialisiert sind. Dazu werden alle Waffen zur Abwehr feindlicher Luftfahrzeuge eingesetzt, auch Handfeuerwaffen und Panzerabwehrlenkflugkörper zur Bekämpfung von Hubschraubern. In der Fliegerabwehr aller Truppen hat das Maschinengewehr auf Fliegerdreibein eine hohe Bedeutung zur Bekämpfung von Drohnen. Gegen sehr niedrig fliegende Klein-Drohnen werden auch Repetierflinten mit Schrotmunition eingesetzt. Drohnen können auch durch elektronische Einwirkung oder durch Laserwaffen zum Absturz gebracht werden. Die Aufklärung feindlicher unbemannter und bemannter Luftfahrzeuge aller Art erfolgt durch Luftraumbeobachter.
Zur Feuerregelung siehe auch Feuererlaubnis.

## Grundlage

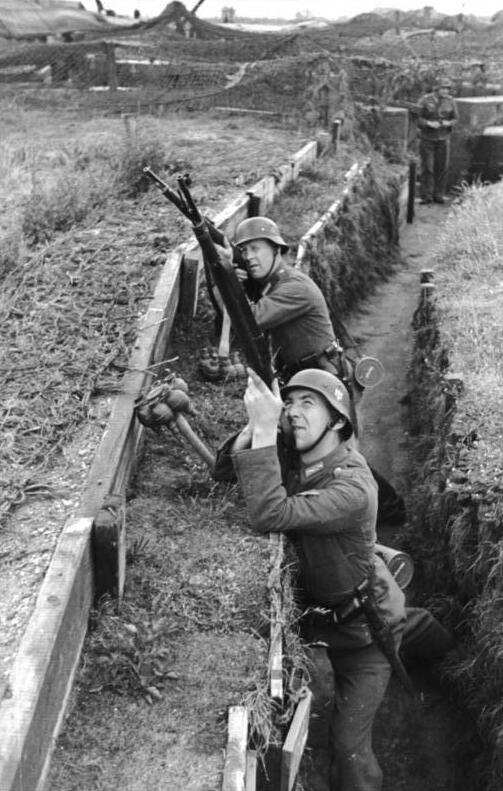
Fliegerabwehr mit Infanteriewaffen: deutsche Soldaten im Zweiten Weltkrieg am Atlantikwall

Bei den zur Flugabwehr eingesetzten Waffensystemen wird unterschieden zwischen Flugabwehrkanonen und Flugabwehrraketen (Boden-Luft-Raketen). Bei der Bundeswehr werden diese Systeme kurz FlaK und FlaRak genannt. Während Ziele früher nach Sicht oder Schall geortet wurden, kommt heute als Sensor primär Radar zum Einsatz. Ferner verwenden Systeme mit geringer Reichweite Infrarot- oder andere optische Sensoren zur Ortung feindlicher Flugzeuge. Bei Nachtangriffen wurden Flugabwehrkanonen durch Flakscheinwerfer unterstützt.
Flugabwehrsysteme können fest und auch mobil auf Kraftfahrzeugen, Panzern oder Schiffen installiert werden. Außerdem gibt es Flugabwehrraketen, die von einem Mann bedient werden können, sogenannte MANPADS wie die US-amerikanische Stinger oder die russische resp. sowjetische Strela.

## Gegenmaßnahmen

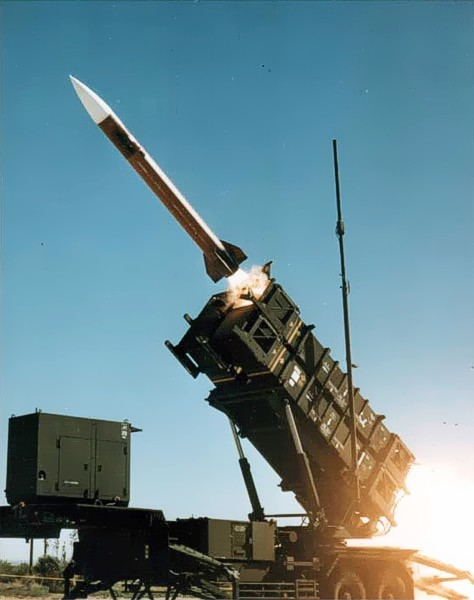
Start einer MIM-104 Patriot

Eine erfolgreiche Flugabwehr relativiert den Vorteil der Luftüberlegenheit des Angreifers. Daher wurden parallel zur Entwicklung der Flugabwehr ab dem Zweiten Weltkrieg auch Eigenschutzvorrichtungen für Flugzeuge gegen das neu erfundene Radar entwickelt. Recht primitive Anfangsentwicklungen waren etwa die deutschen Düppelstreifen und die britischen Chaff oder Windows. Seit Mitte der 1970er-Jahre ist man bestrebt, mittels der Stealth-Technologie Tarnkappenflugzeuge zu bauen, die für das feindliche Radar schwerer zu entdecken sind.
Eine besondere Form der passiven Flugabwehr war der Bau von Scheinanlagen. Im Zweiten Weltkrieg wurden z. B. etwa ein Drittel des 1,5 Quadratkilometer großen bebauten Werksgeländes der Kruppschen Gussstahlfabrik, hauptsächlich Anlagen im äußeren Bereich, völlig zerstört, ein weiteres Drittel teilweise. Zur Abwendung und Täuschung alliierter Luftangriffe wurde ab 1941 auf dem Rottberg bei Velbert eine Attrappe der Gussstahlfabrik geschaffen, die sogenannte Kruppsche Nachtscheinanlage. Sie lenkte anfangs einige Angriffe auf sich, verlor jedoch mit besseren Orientierungsmöglichkeiten der Flieger, unter anderem mit Einführung des Radars, ab 1943 ihre Wirksamkeit. Beim ersten Angriff auf die eigentliche Gussstahlfabrik im März 1943 warfen die Alliierten 30.000 Bomben ab, wobei auch umliegende Wohnsiedlungen und damit Zivilisten ausgebombt wurden.
Die Flugabwehr ist selbst stark durch Luftangriffe gefährdet. Dabei kann man insbesondere radargestützte Systeme durch Sender stören, lokalisieren und schließlich mit speziellen Raketen zerstören. Die Rakete nutzt die ausgesendete Energie des Radarsenders als Leitstrahl und fliegt bis zu dessen Quelle, also der Radarantenne. Solche Einsätze werden Unterdrückung der feindlichen Flugabwehr (engl. Suppression of Enemy Air Defenses (SEAD)) bezeichnet. Für diese Aufgabe setzen die deutsche sowie die italienische Luftwaffe das Waffensystem ECR-Tornado ein, der eine modifizierte Version des Jagdbombers Tornado mit Raketen des Typs HARM ist. Die US-amerikanische Luftwaffe bekämpft die Flugabwehr unter anderem mit der Wild-Weasel-Taktik.
Durch geschickte Taktik lässt sich das Risiko der Lokalisierung und Zerstörung von Flugabwehreinrichtungen reduzieren. Dazu werden die Radarstationen vernetzt und die eigentliche Radaranlage nur betrieben, wenn es unbedingt erforderlich ist.

## Organisation und Zuordnung

### Deutschland

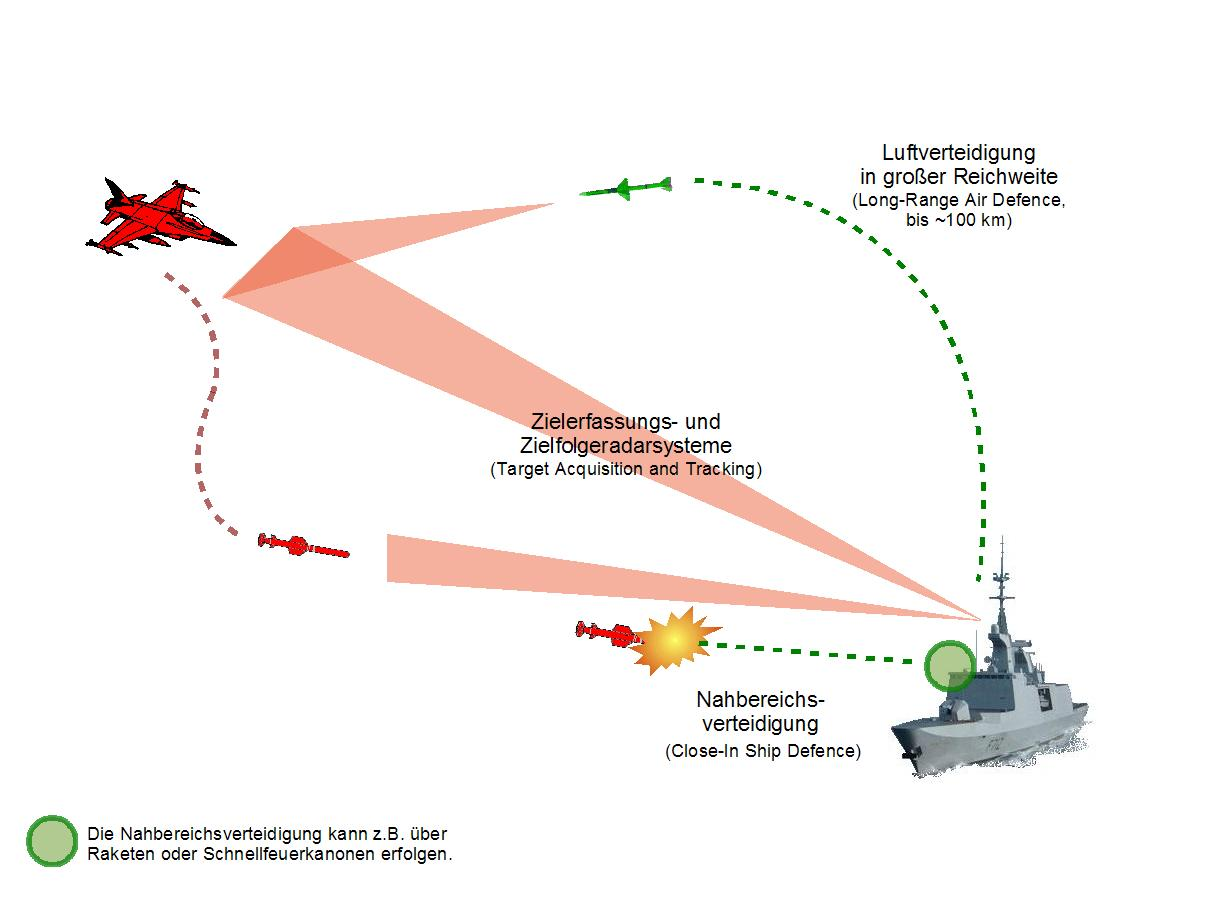
Luftverteidigung eines Schiffes

Bei der Bundeswehr ist mit der Flugabwehr die Luftwaffe beauftragt. Im Heer gab es bis zum 12. März 2012 die Heeresflugabwehrtruppe die ab 2026, zuerst am Standort Lüneburg, neu aufgestellt wird. Die Luftverteidigung des Heeres wird als Erstbefähigung zunächst mit dem Flugabwehrsystem Skyranger 30 ausgestattet. Sie bekämpfte den Luftfeind vornehmlich im niedrigen und mittleren Flughöhenbereich und schützte alle Truppen, deren Einrichtungen und Anlagen in ihrem befohlenen Einsatzbereich lagen.
Für die Bekämpfung von feindlichen Luftfahrzeugen in großer Höhe ist das Flugabwehrraketengeschwader 1 der Luftwaffe zuständig. Bei der Marine sind für die Flugabwehr/Luftverteidigung hauptsächlich die Fregatten der Sachsen-Klasse vorgesehen. Die meisten anderen Schiffe der Marine verfügen ebenfalls über Fliegerabwehrwaffen.
Zur Fliegerabwehr aller Truppen zu Lande dienen Maschinengewehre (mit Fliegerabwehrvisier) sowie (Bord-)Maschinenkanonen und Panzerabwehrlenkwaffen wie das PARS 3, in Ausnahmefällen auch Sturmgewehre. Mit Panzerabwehrhandwaffen können insbesondere aus erhöhten Feuerstellungen im Orts- und Häuserkampf langsame Luftfahrzeuge wie Hubschrauber bekämpft werden.

### Österreich
Im Österreichischen Bundesheer übernimmt die Fliegerabwehr die Aufgabe der Flugabwehr und ist ein Synonym.

### Schweiz

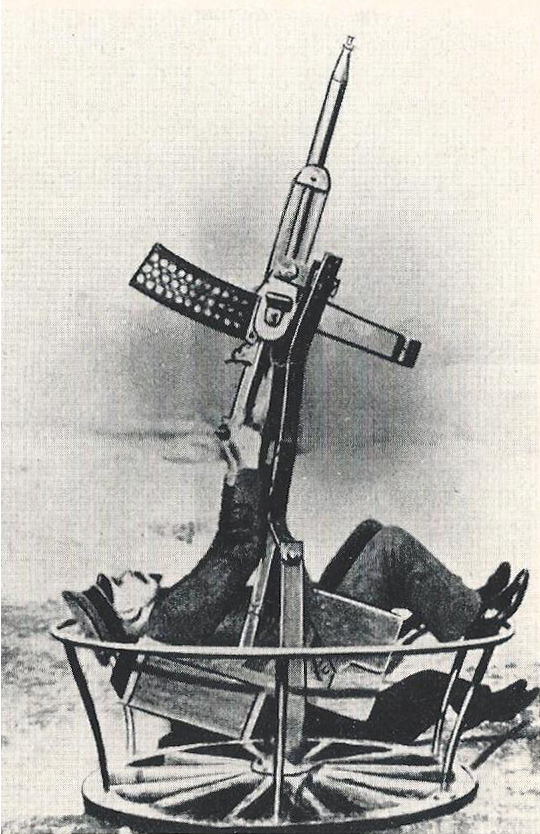
20-mm-Becker-Oerlikon-Prototyp

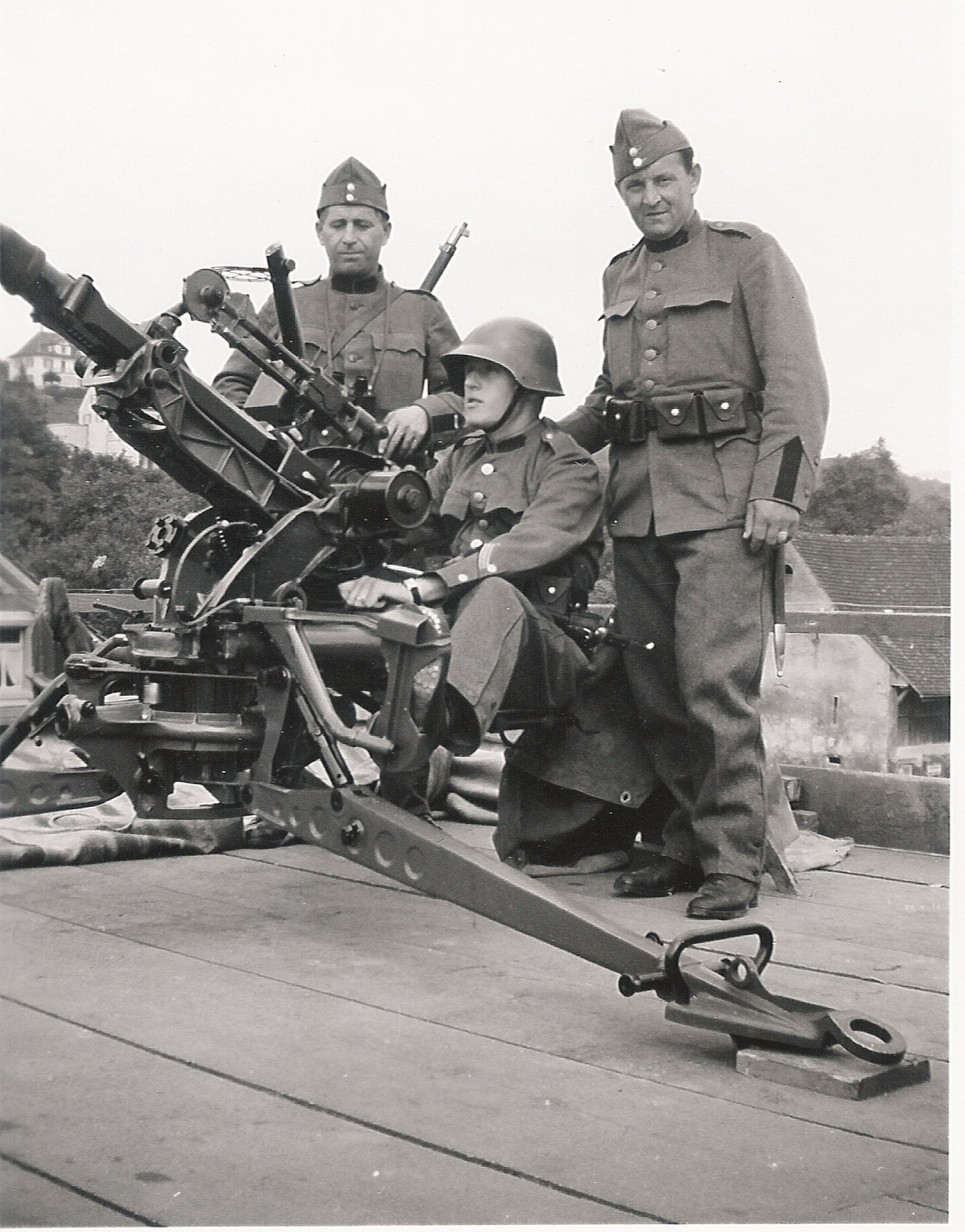
20-mm-Oerlikon-Kanone (Zweiter Weltkrieg, Schweiz)

In der Schweizer Armee wird als Teil der Schweizer Luftwaffe diese Truppengattung als Fliegerabwehrtruppen bezeichnet und ist ein Synonym.

### USA
In den US-Streitkräften sind bodengebundene Flugabwehrkräfte eine Truppengattung der US Army.